# Coleomegilla
Coleomegilla — род божьих коровок из подсемейства Coccinellinae. Как и другие представители своего подсемейства, это типичные божьи коровки. В роде есть по крайней мере два описанных вида. Возможно, что C. maculata представляет собой комплекс видов, некоторые из которых репродуктивно изолированы друг от друга.
Длина взрослой особи 5-6 мм, личинки до 9 мм. Предпочитают влажные местообитания, где могут размножаться. Встречаются в Северной Америке, Центральной Америке и доходят до Южной Америки.

## Виды
- Coleomegilla cubensis (Casey, 1908)
- Coleomegilla maculata (De Geer, 1775)